# Dan Gilbert
Daniel Gilbert, appelé Dan Gilbert, né le 17 janvier 1962, est un homme d'affaires et investisseur  américain. Il est le cofondateur de Quicken Loans et fondateur de Rock Ventures. Il est le propriétaire des Cavaliers de Cleveland de la National Basketball Association (NBA).  Gilbert possède plusieurs franchises sportives, dont les Monsters de Cleveland, de la Ligue américaine de hockey et le Charge de Canton de la NBA G League. Il opère du Rocket Mortgage FieldHouse à Cleveland dans l'Ohio, qui abrite les Cavaliers et les Monsters. 
Gilbert est le président de JACK Entertainment (anciennement Rock Gaming), qui a ouvert son premier Horseshoe Casino (maintenant JACK Cleveland Casino) au centre-ville de Cleveland en mai 2012.

## Biographie

### Jeunesse
Gilbert est né dans une famille juive à Détroit dans le Michigan. Il a grandi à Southfield, où il a fréquenté l'école secondaire Southfield-Lathrup. Il est titulaire d'un baccalauréat de l'Université d'État du Michigan et d'un Juris Doctor de la Wayne State University Law School, et est membre du barreau de l'État du Michigan. Pendant ses études universitaires, il a obtenu une licence d'agent immobilier. 

### Carrière professionnelle

#### Quicken Loans
Gilbert, reconnaissant que le véritable potentiel résidait dans l'octroi de prêts hypothécaires et non dans la vente de maisons, a fondé Rock Financial en 1985 avec son jeune frère Gary Gilbert. La société est devenue l'un des plus grands prêteurs hypothécaires indépendants aux États-Unis et, à la fin des années 1990, il a lancé sa stratégie sur internet et s'est rapidement positionné comme le prêteur hypothécaire direct à la croissance la plus rapide en ligne. Au quatrième trimestre de 2017, la société est devenue le plus grand prêteur hypothécaire en volume aux États-Unis. 
En 2000, le fabricant de logiciels Intuit Inc. a acheté Rock Financial. Il a renommé l'opération web Quicken Loans et s'est considérablement développé en tant que principal fournisseur de prêts immobiliers directs aux consommateurs sur Internet, offrant des prêts hypothécaires dans les 50 États. Gilbert est resté dans l'entreprise en tant que PDG. En 2002, il a dirigé un petit groupe d'investisseurs privés qui ont acheté Quicken Loans, Title Source, Inc., d'Intuit et continue de présider Quicken Loans, Inc. 
En 2010, Quicken Loans a déménagé son siège social et 1 700 de ses employés au centre-ville de Détroit. Après avoir déplacé les 3 600 membres de l'équipe du Michigan dans le centre urbain de Détroit d'ici la fin de 2010, l'entreprise compte maintenant environ 17 000 employés au centre-ville de Détroit et un total de 24 000 à l'échelle nationale, ce qui en fait l'un des plus grands employeurs, employeurs minoritaires et contribuables de Détroit. 

#### Propriétaire de franchises sportives
Gilbert est devenu propriétaire majoritaire des Cavaliers de Cleveland en mars 2005 et a entrepris une refonte complète du front office, du staff sportif et de la présentation des matchs. Pendant le mandat de Gilbert, les Cavs ont remporté six championnats de la division Centrale (2009, 2010, 2015, 2016, 2017, 2018), cinq championnats de la Conférence Est (2007, 2015, 2016, 2017, 2018), et un titre NBA (2016) qui a mis fin à la malédiction sportive de Cleveland de 52 ans. 
En 2007, Gilbert a acheté la franchise de la Ligue américaine de hockey des Grizzlies de l'Utah et l'a transférée à Cleveland et l'a rebaptisée Lake Erie Monsters (maintenant Cleveland Monsters). 
En 2011, Gilbert a acheté les Thunderbirds du Nouveau-Mexique à ce qui était alors la NBA Developmental League (maintenant appelée la G League), et les a déplacés à Canton dans l'Ohio en les renommant Charge de Canton et en les faisant affiliés avec les Cavaliers. 
Début 2012, Gilbert est devenu le nouveau propriétaire des Gladiators de Cleveland de l'Arena Football League. 

## Vie privée
Gilbert réside dans le Michigan avec sa femme Jennifer Gilbert et leurs cinq enfants. Sa femme siège au Gilbert Family Neurofibromatosis Institute du Children's National Medical Center à Washington, DC et siège également au conseil d'administration d'ORT America. Il a été rapporté que le 26 mai 2019, Dan Gilbert a été emmené à l'hôpital et pris en charge pour un AVC à l'âge de 57 ans. 

## Récompenses
Les franchises de Gilbert ont obtenu les distinctions suivantes sous sa direction : 

### Cavaliers de Cleveland
- Champion NBA 2016
- Prix de la meilleure équipe ESPY en 2016

### Monstres de Cleveland
- Champion de la Coupe Calder en 2016